# Läsarsånger
Läsarsånger är andliga sånger som tidigt sjöngs i frikyrkliga kretsar. Flera av dem sjungs än idag och har sin publik även utanför kyrkorummet. "Han har öppnat pärleporten", "Ovan där" och "Gyllne morgon" är några exempel. 
En del gamla sångböcker har melodin i så kallad sifferskrift där noterna anges i siffror.